# Kuno von Lichtenstein

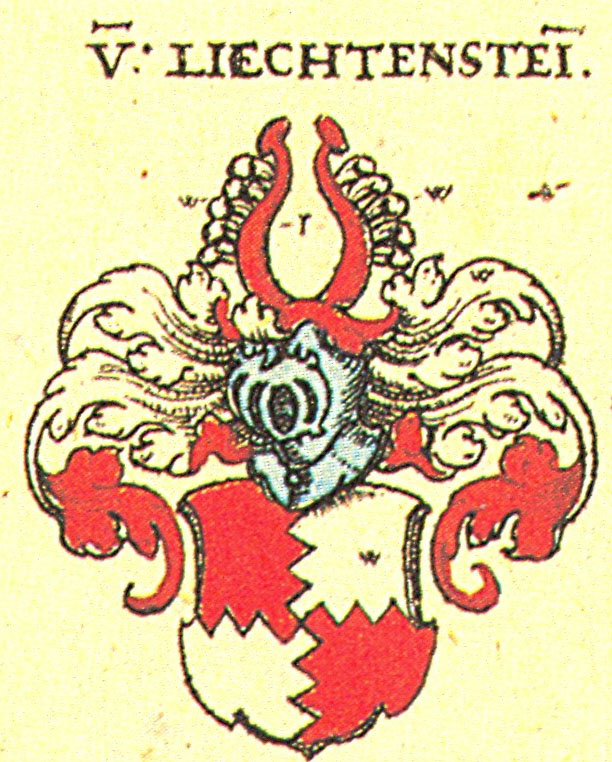
Wappen der Lichtenstein in Johann Siebmachers Wappenbuch

Kuno von Lichtenstein (* 1360; † 15. Juli 1410 in der Schlacht bei Tannenberg) war ein Ritter und Großgebietiger des Deutschen Ordens.

## Leben
Kuno entstammte dem fränkischen Geschlecht der Lichtenstein. Der genaue Zeitpunkt seiner Geburt und Eintritt in den Deutschen Orden ist nicht überliefert. Erstmals erwähnt wird Lichtenstein als Ordensvogt des Samlandes während der Jahre 1389 bis 1392. Von 1392 bis 1396 fungierte er als Komtur von Ragnit. Die Führung dieser weit im Osten gelegenen Komturei wurde angesichts der ständigen litauischen Bedrohung dieser Verwaltung im Allgemeinen nur durch besonders befähigte Ordensritter gewährleistet. Bis 1402 war Lichtenstein dann Komtur von Mewe.
Im Jahre 1404 wurde er von Hochmeister Konrad von Jungingen zum Großkomtur, also einem der fünf Großgebietiger des Ordens ernannt. Damit fungierte er als Stellvertreter des Hochmeisters. Dieses wichtige Amt wurde ihm auch unter dem 1407 gewählten Hochmeister Ulrich von Jungingen bestätigt.
In der Schlacht bei Tannenberg kommandierte Kuno von Lichtenstein den rechten Flügel des Ordensheeres und somit den Großteil der westeuropäischen „Gäste“ des Ordens unter dem Banner des Heiligen Georg. Unter jenen befanden sich Herzog Konrad VII. „der alte Weiße“ von Oels und Kasimir, jüngerer Sohn des Herzogs Swantibor III. von Pommern-Stettin mit ihrem Gefolge. Nach dem Tod des Hochmeisters versuchte er, das Schlachtfeld zu behaupten. Infolge der Umfassung durch überlegene polnisch-litauische Kräfte wurde sein Flügel abgeschnitten und der Großkomtur fand den Tod.
Kuno von Lichtenstein galt laut Johannes Longinus den Zeitgenossen als einer der geschicktesten Schwertkämpfer der bekannten Welt.

## Rezeption
In Henryk Sienkiewicz Roman Die Kreuzritter wird Kuno von Lichtenstein, wie der gesamte Deutsche Orden mit negativsten Zügen, wie Hinterhältigkeit und Rachgier beschrieben. Seine Person nimmt in diesem Roman eine Schlüsselrolle ein.

### Zeitgenössische Chroniken
- Johannes Longinus (Jan Długosz): Banderia Prutenorum[6]
- Jan Długosz: Annales seu Cronicae incliti Regni Poloniae (Chronik Polens, um 1445–1480).